# Hohenbergia augusta
Hohenbergia augusta är en gräsväxtart som först beskrevs av Vell., och fick sitt nu gällande namn av Charles Jacques Édouard Morren. Hohenbergia augusta ingår i släktet Hohenbergia och familjen Bromeliaceae. Inga underarter finns listade i Catalogue of Life.